# Ainried
Ainried ist ein Gemeindeteil von Markt Indersdorf im oberbayerischen Landkreis Dachau. Die Einöde liegt circa zweieinhalb Kilometer nordwestlich von Indersdorf und ist über eine sechshundert Meter lange Stichstraße zur Kreisstraße DAH 2 zu erreichen.
Der Ort wurde um 1800 gegründet.
Am 1. Januar 1972 wurde Ainried als Ortsteil der ehemals selbständigen Gemeinde Langenpettenbach in die Gemeinde Markt Indersdorf eingegliedert.
1987 hatte Ainried sechs Einwohner in einem Wohngebäude mit einer Wohnung.